# Ipimorpha merianana
Ipimorpha merianana là một loài bướm đêm trong họ Noctuidae.